# Andreas Bühler (Steinmetz)

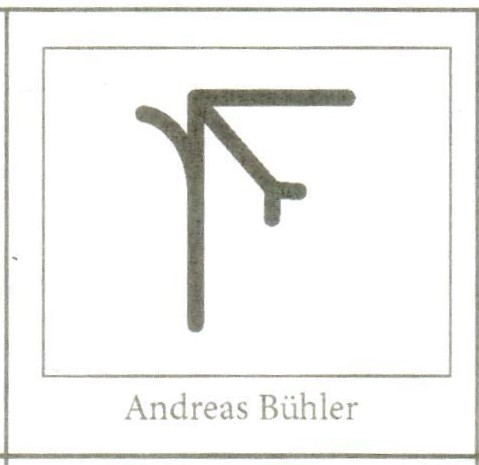
Steinmetzzeichen Andreas Bühler

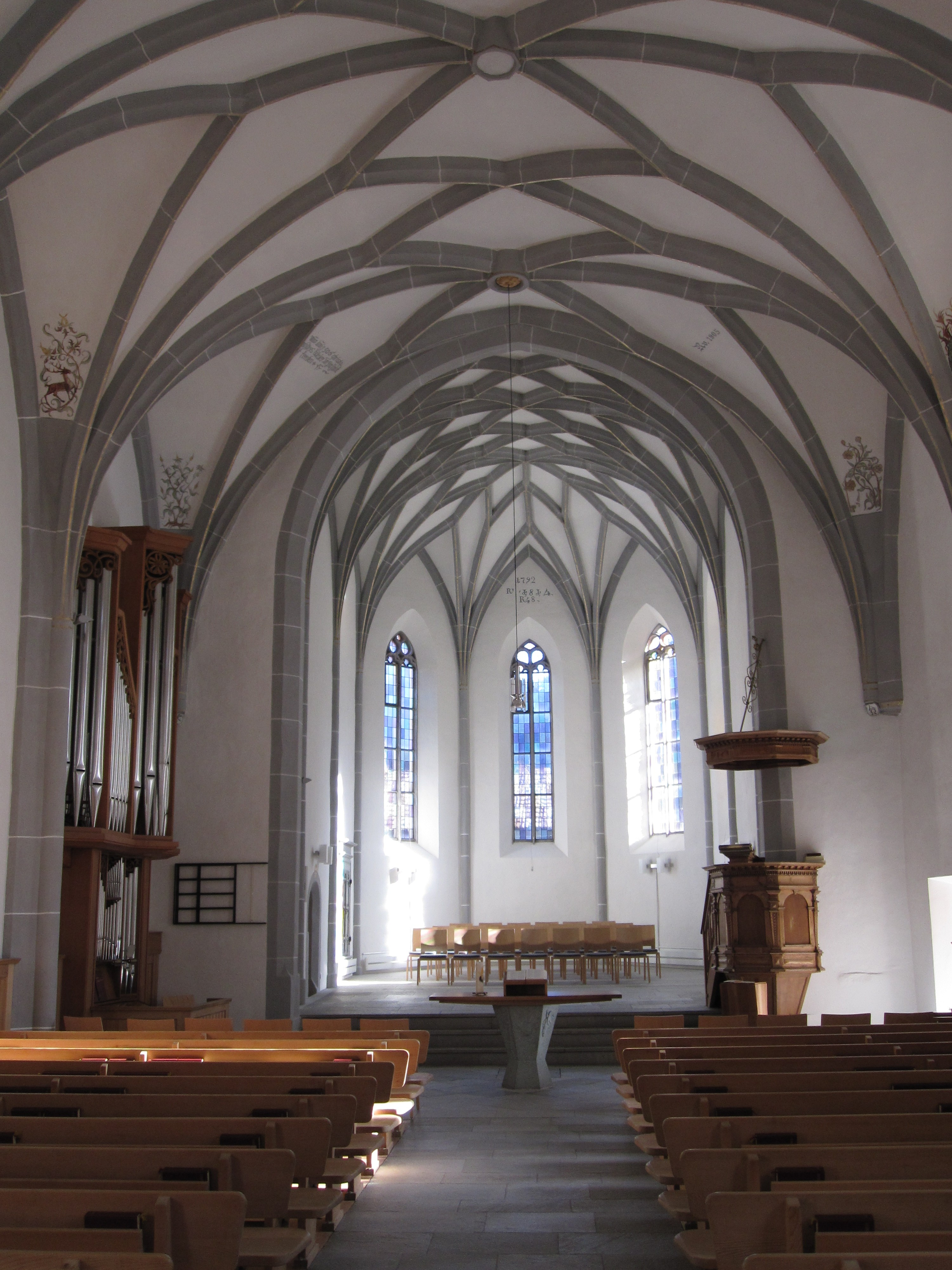
Reformierte Kirche Thusis, einer der ersten Aufträge als Meister ab 1491

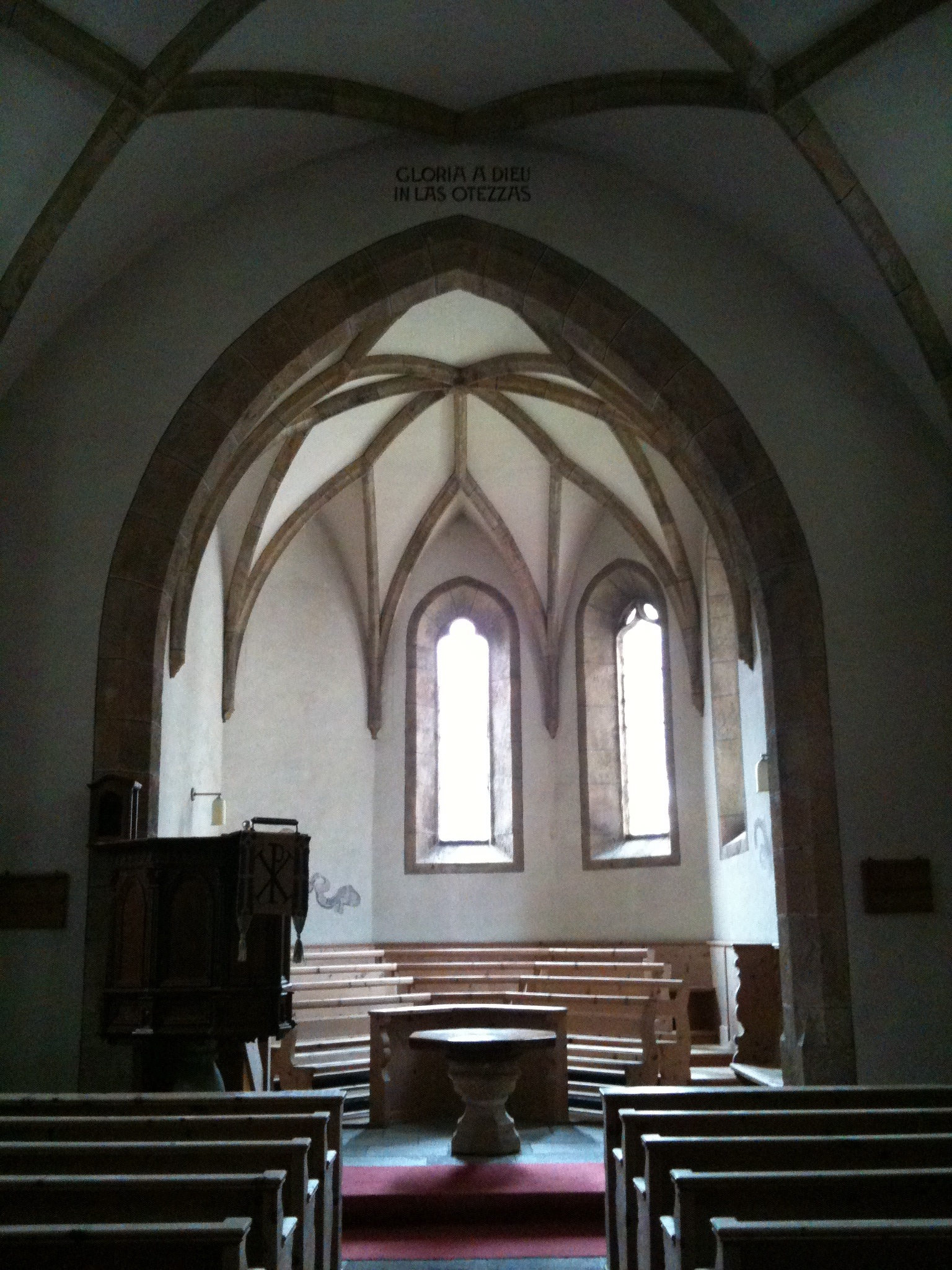
Reformierte Kirche Santa Maria Val Müstair

Andreas Bühler (* um 1457 in Gmünd in Kärnten; † nach 1512) war ein aus Österreich stammender Steinmetzmeister und Architekt der Spätgotik, der zwischen 1489 und 1512 in Graubünden mindestens vierzehn (heute meist evangelisch-reformierte) Kirchenbauten schuf und vermutlich an weiteren beteiligt war. Charakteristisch für sein Werk sind meist schmucklose Kirchenräume mit präzise ausgeführten Kreuzrippengewölbe.

## Leben

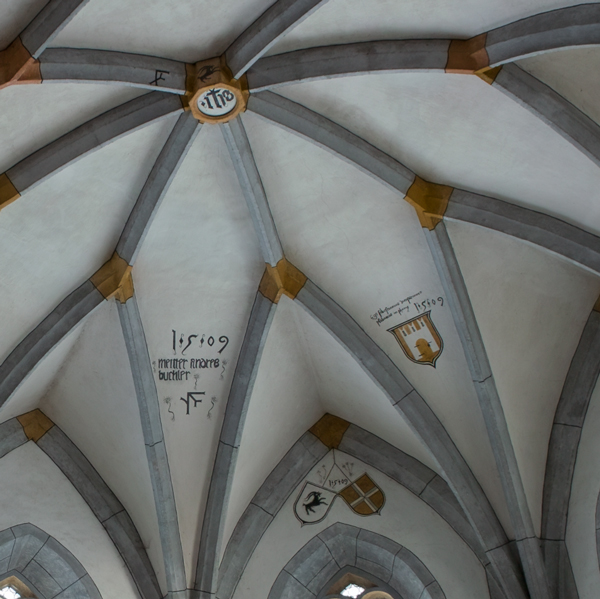
Gewölbe im Chor von St. Martin (Zillis), rechts unter 1509 „Meister Andree Buchler“ + Meisterzeichen

Eine direkte urkundliche Fassung von Andreas Bühler in Kärnten ist bisher nur indirekt möglich. Im Pfarrarchiv von Gmünd ist 1441 von einem Kauf die Rede, bei dem ein Anthoni Strasser zu Gmünd einem Bürger der Stadt ein Gut in Oberlammerstarff gen. Görianczitzsch auf dem püchel um 60 Pfund verkauft, das von einem Pächter Andre bewirtschaftet ist. Das heutige Lammersdorf in der Gemeinde Millstatt ist rund 20 km von Gmünd entfernt. Im oberen, östlich gelegenen Ortsteil Görtschach gibt es auf eine Hügel den Pichler-Bauer, der mit diesem Namen seit 1670 urkundlich erwähnt ist. 1520 hieß der Hof Am Pühl, 1562 Pühler oder 1599 Am Püchel (Größe drei Lehen). Als hypothetisches Geburtsjahr Bühlers wird 1457 angenommen. Es ist vorstellbar, dass der als Pächter erwähnte Andre der Vater von Andreas Bühler war und der neue Hofeigentümer aus Gmünd seinem talentierten Untertan eine Steinmetzlehre in Gmünd ermöglichte, der sich dann nach seiner lokalen Herkunft Püchler nannte aus dem später ein Bühler wurde. Das Ende seiner Ausbildung ist spätestens für den St.-Andreas-Tag 1478 (30. November) im Haller Hüttenbuch, der Inntaler Steinmetzenbruderschaft belegt, wo es heißt andre püchler von Gmund is prueder worden / als ein stainmecz. In einer Bauinschrift von 1489 in der Reformierten Kirche Scharans nannte er sich, bereits in der Funktion als Polier, maister anntres püchler. In den 1480er Jahren arbeitete er mit dem ebenfalls aus Österreich stammenden Meister Steffan Klain zusammen, wobei der ältere Klain, der 1492 starb, für das Chorgewölbe und der jüngere Bühler für das Kirchenschiff zuständig war. Spätestens ab 1490 war er ein eigenständiger Meister.

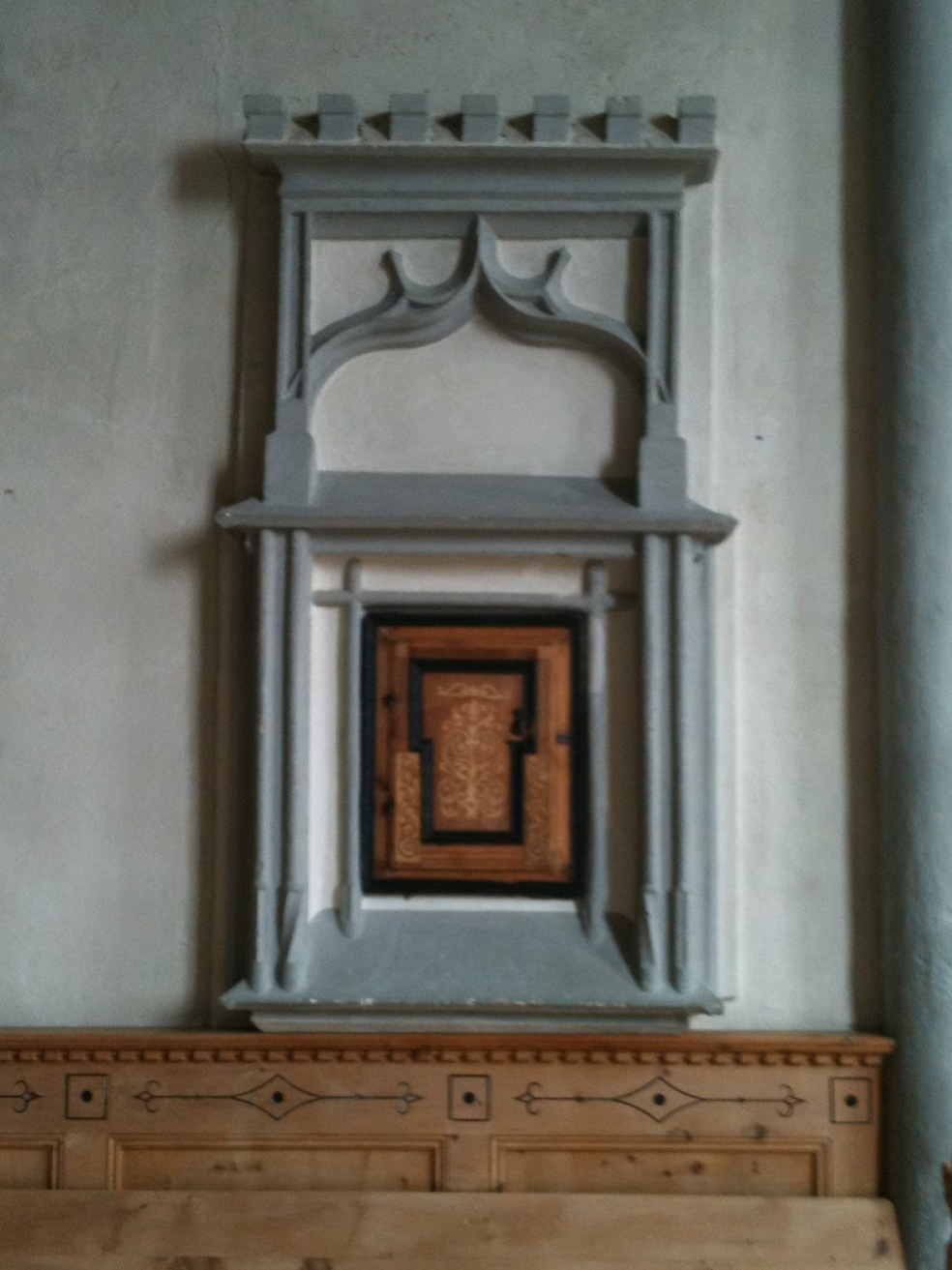
Wandtabernakel in der Kirche Sent

Andreas Bühler hat zwischen 1489 und 1512 an vierzehn Bündner Kirchenbauten als Steinmetz und Architekt, nachgewiesen durch Inschriften, Steinmetzzeichen und Archivalien gearbeitet. Scharans (Schiff 1489–90), Samedan (Schiff 1492), Santa Maria im Münstertal (1492), Ruschein (1496), Sent (1496), Cazis (Chor 1496/98; Schiff? 1504), Poschiavo (Chor 1497), Masein (1501), Felsberg (1505), Thusis (1491–1506), Obervaz (1499–1507), Zillis (Chor 1509), Safien (1500–1510) und Flims (1512). Für Luzein (Geselle? 1487) und Langwies (Polier 1488) erscheint seine Mitarbeit durch sein Zeichen gesichert.

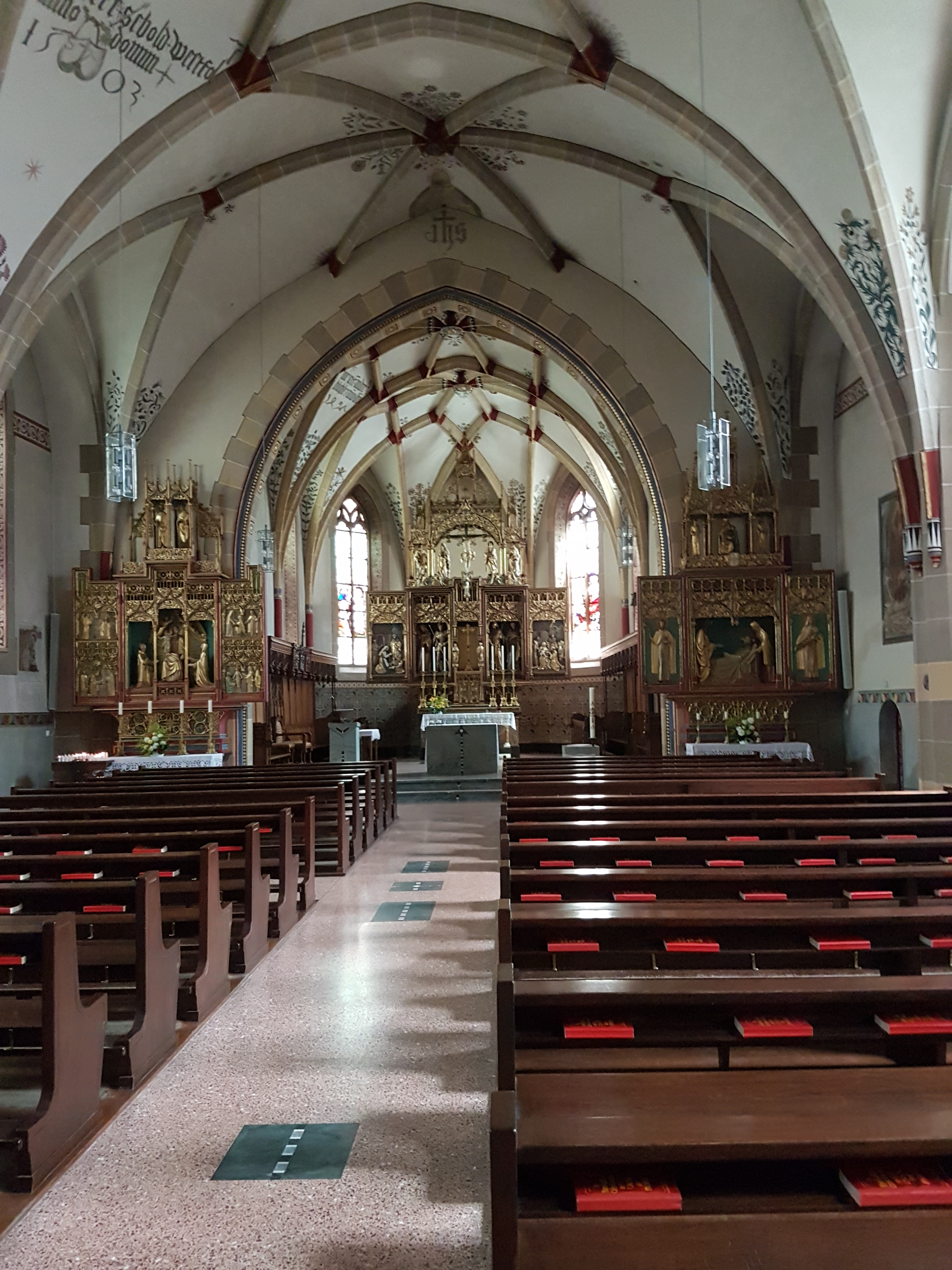
Poschiavo, San Vittore

Von verschiedenen Autoren werden Bühler im Kanton Graubünden weitere Kirchen zugeschrieben. Das sind Alvaneu, St. Antönien (1493), Klosters (Chor 1493), Ortenstein (Burgkapelle nicht öffentlich zugänglich, Ende 1500), Saas im Prättigau (um 1500), Portein (1505), Casaccia (1514/18) und Surcasti (1515–1520). Für den Raum Kärnten und Steiermark gibt es eine Zusammenstellung von Meister- und Steinmetzzeichen, aber keine Zuschreibungen. Zwei Bauten in Südtirol in Schluderns (1493) und Percha im Pustertal (1525) könnten von Bühler stammen.
Ein frühes Steinmetzzeichen von Bühler, das erst später zugeordnet werden konnte, wurde 1950 von Erich Hamböck an einem ramponierten, spätgotischen Tuffsteintor der Burg Gmünd, heute der Zugang zu einem Restaurant, gefunden. In seiner früheren Heimat Oberkärnten wurden außer auf der Gmündner Burg bisher keine Nachweise gefunden. Zwar gab es in den 1990er Jahren des 15. Jahrhunderts in der Schweiz durch den Schwabenkrieg eine reduzierte Bautätigkeit und damit ein Abwandern von Künstlern, aber Andreas Bühler scheint davon nicht betroffen gewesen zu sein. Als Baumeister des Altarraums (Chores) der Pfarrkirche Obervellach in Kärnten ist er, wie lange angenommen, auszuschließen. Auch für das spätgotische Hallenlanghaus Pfarrkirche Gmünd in Kärnten wird Bühler als ausführender Meister vermutet, wofür es aber keine Belege gibt.

## Bauwerke

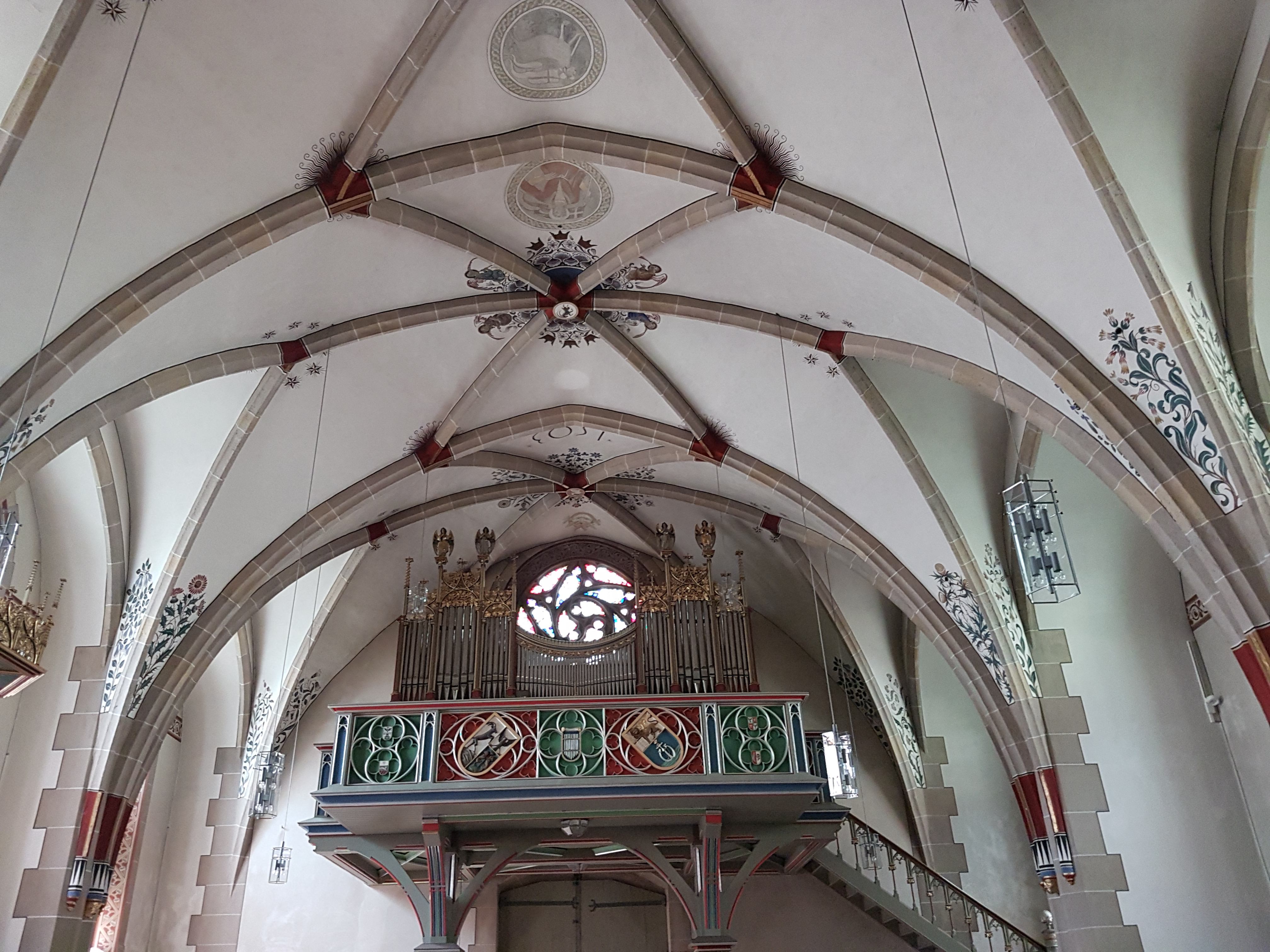
Poschiavo, San Vittore (1497–1503)

- vor 1487: Geselle, Tuffsteintor (Restauranteingang Burg Gmünd)[6][9]
- 1487: Geselle unter Meister Steffan Klain  an der Reformierte Kirche Luzein, Graubünden[4][7][9]
- 1488: Polier unter Steffan Klain an der Reformierte Kirche Langwies, Graubünden[4][7]
- 1489–1490: Polier (Namensschreibung Püchler) unter Steffan Klain, Langhaus der Reformierten Kirche Scharans, Graubünden[4][9]
- 1491–1506: Reformierte Kirche Thusis, Graubünden[4][9]
- 1492: Meister Steffan Klein (Chor), Meister Bühler (Langhaus und Tabernakel) der reformierten Kirche San Peter, Graubünden[4][9]
- 1492: Meister,  St. Maria im Münstertal, Graubünden[4][9]
- 1493: [Zuschreibung] St. Antönien in Alvaneu, Graubünden[4][9]
- 1493: [Zuschreibung] Reformierte Kirche Klosters, Graubünden[4][9]
- 1493: [Zuschreibung] Bau mit Meisterzeichen von Bühler in Schluderns, Südtirol[9]
- 1496: St. Georg in Ruschein, Graubünden[4][9]
- 1496: Reformierte Kirche Sent, Graubünden[4][9]
- 1496/1498: Chor der Klosterkirche St. Peter und Paul, Cazis, Graubünden[4][9]
- 1497: Chor von St. Viktor in Poschiavo (S Vittore), Langhaus von Sebold Westtolf 1503, Graubünden[4][9]
- 1499–1507: Obervaz, Graubünden[4][9]
- 1500: [Zuschreibung] Reformierte Kirche Saas im Prättigau, Graubünden[4]
- 1500: [Zuschreibung] Burgkapelle auf Schloss Ortenstein, Graubünden[4][9]
- 1501: Reformierte Kirche Masein, Graubünden[4][9]
- 1504: Schiff (?) der Klosterkirche St. Peter und Paul, Graubünden[4]
- 1505: [Zuschreibung] Reformierte Kirche Portein, Graubünden[4]
- 1505: Chor der Reformierten Kirche Felsberg, Graubünden[4][9]
- 1509: Reformierte Kirche Safien Platz, Graubünden[9]
- 1509: Chor der Kirche St. Martin in Zillis (Ziran), Graubünden[4][9]
- 1510: Alvaneu (abgetragen), Graubünden[9]
- 1510: [Zuschreibung] Reformierte Kirche Castiel, Graubünden[9]
- 1512: Reformierte Kirche Flims, Graubünden[4][9]
- 1514/1518: [Zuschreibung] Zusammen mit Bernhard Puschlav, Reformierte Kirche Casaccia (Ruine), Graubünden[4]
- 1515/1520: [Zuschreibung] Kirche St. Laurenzius in Surcasti, Graubünden[4]
- 1515: [Zuschreibung] Kirche Sogn Gion, Graubünden
- 1525: [Zuschreibung] Bau mit Meisterzeichen von Bühler (vollendet Ansem Mair) in Percha, Südtirol[9]

## Literatur

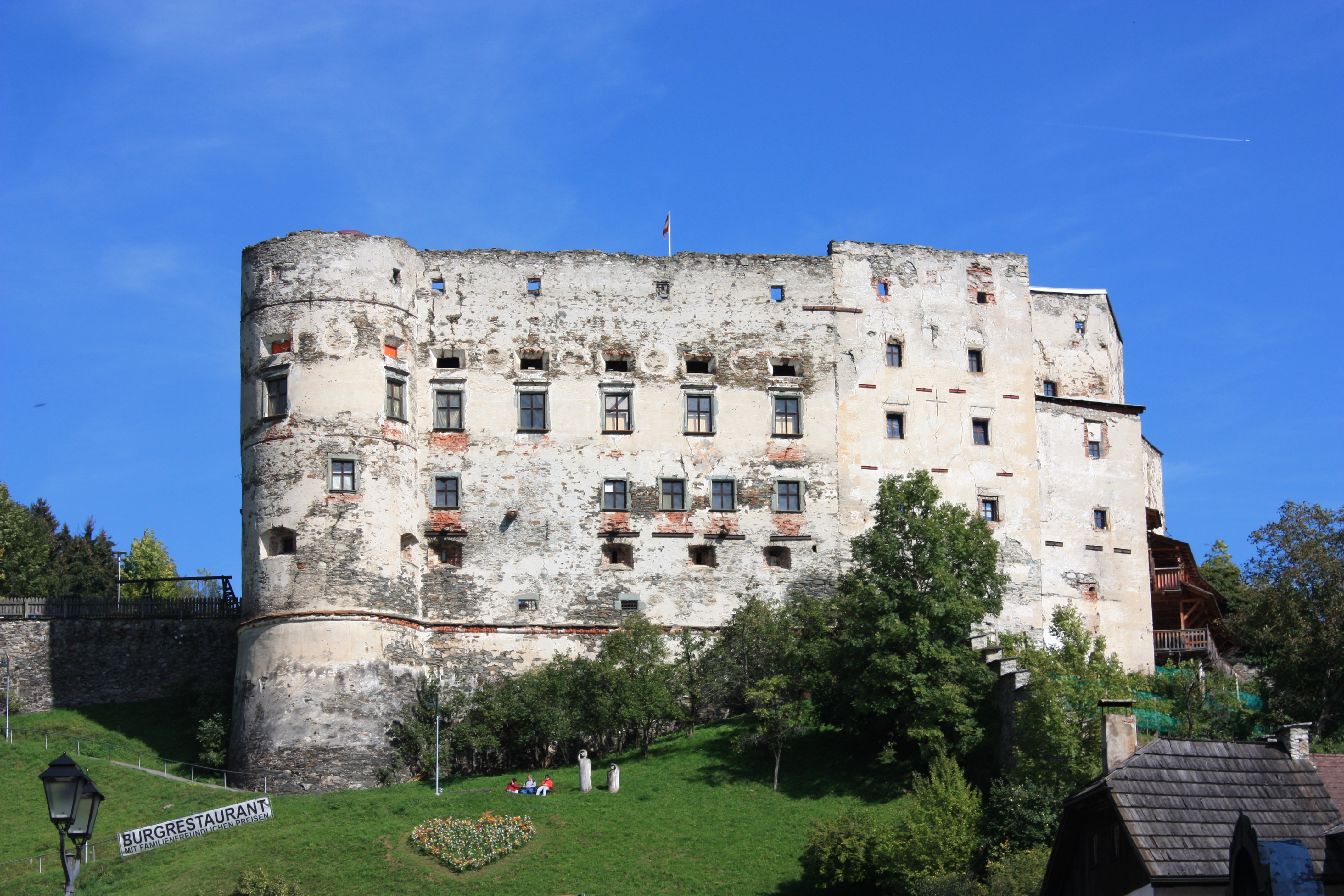
Ältester Nachweis (vor 1478) seines Steinmetzzeichens auf der Burg in Gmünd

## Weblinks

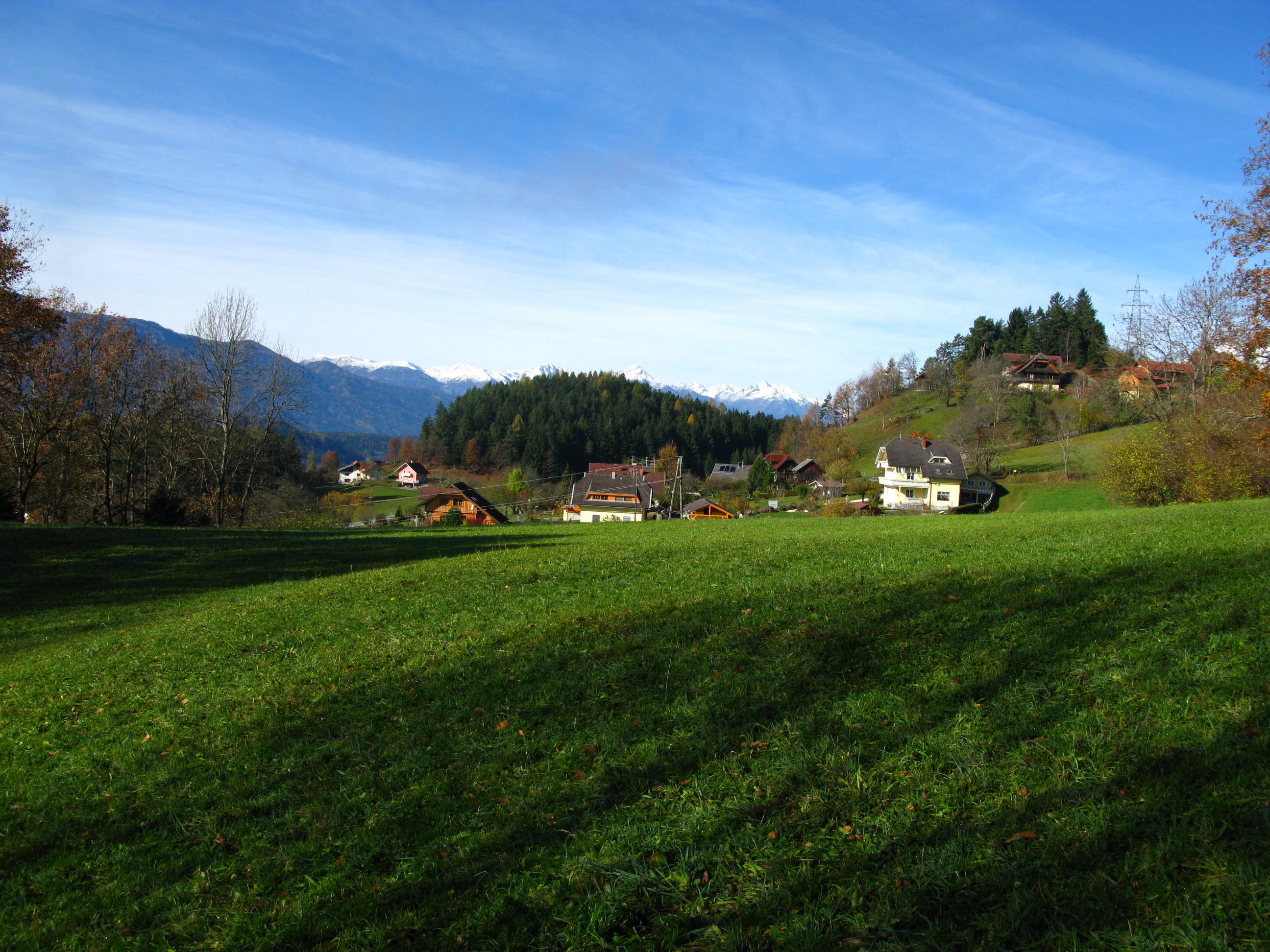
Rechts oben am Hügel vulgo Pichler in Görtschach das Geburtshaus v. Bühler